# Anzio (Schiff, 1992)
Die USS Anzio (CG-68) ist ein ehemaliger Lenkwaffenkreuzer der Ticonderoga-Klasse, der in Diensten der United States Navy stand. Sie ist benannt nach der italienischen Stadt Anzio, an deren Küste im Zweiten Weltkrieg die Operation Shingle stattfand.

## Geschichte
CG-68 wurde 1987 in Auftrag gegeben und im August 1989 bei Ingalls Shipbuilding auf Kiel gelegt. Der Bau dauerte über ein Jahr, am 2. November 1989 lief das Schiff vom Stapel und wurde getauft. Nach erfolgter Endausrüstung konnte die Anzio im Februar 1992 offiziell in Dienst gestellt werden.
Im Mai und Juni 2005 nahm die Anzio mit Cole und Tortuga an BALTOPS teil, einer multinationalen Übung in der Ostsee. Am 10. November 2006 befand sich die Anzio mit der Kampfgruppe um die Dwight D. Eisenhower im Arabischen Meer, als das Notsignal einer iranischen Dau einging. Dem Fischerboot Sinaa, das sich ca. 140 Meilen vor der Küste Pakistans befand und seinen Heimathafen in Kubala hatte, waren Treibstoff und Trinkwasser ausgegangen; die Anzio schickte daraufhin Nahrungsmittel und Treibstoff zu dem Schiff. Ein ähnlicher Vorfall ereignete sich, noch auf derselben Fahrt, am 13. Februar 2007, als die Anzio der pakistanischen Dau Al-Sanaullah mit Lebensmitteln und Treibstoff aushalf. Im Mai 2007 kehrte das Schiff in die Naval Station Norfolk zurück.
2009 verlegte die Anzio ins Mittelmeer und weiter in den Indischen Ozean, wo sie Flaggschiff der Combined Task Force 151 war, welche die Piraterie vor der Küste Somalias bekämpfte. Im Mai 2011 fuhr der Kreuzer an der Seite der George H. W. Bush in arabische und europäische Gewässer.
Das Schiff sollte eigentlich am 31. März 2013 außer Dienst gestellt werden. Später entschied sich die Navy aber dagegen und behielt die Anzio.
Die Anzio wurde am 22. September 2022 in Naval Station Norfolk aus dem Dienst verabschiedet. Sie wurde am 30. September 2022 außer Dienst gestellt und aus der Flottenliste gestrichen. Sie wurde dem NAVSEA Inactive Ships On-site Maintenance Office unterstellt und im November 2022 zur Naval Inactive Ships Maintenance Facility (NISMF) in Philadelphia geschleppt.